# Palacios de Riopisuerga
Palacios de Riopisuerga est une commune d'Espagne dans la communauté autonome de Castille-et-León, province de Burgos. Elle s'étend sur 10,23 km2 et comptait environ 34 habitants en 2011.